# DeMarvion Overshown
DeMarvion Germanic Lee Overshown (Tyler, 13 agosto 2000) è un giocatore di football americano statunitense che milita nel ruolo di linebacker per i Dallas Cowboys della National Football League (NFL).

## Carriera

### Dallas Cowboys
Al college Overshown giocò a football a Texas dal 2018 al 2022, venendo inserito nella formazione ideale della Big 12 Conference nell'ultima stagione. Fu scelto dai Dallas Cowboys nel corso del terzo giro (90º assoluto) del Draft NFL 2023.  Durante la seconda gara di pre-stagione Seattle Seahawks fu portato fuori dal campo in barella dopo avere subito un infortunio. Dopo la partita fu evidenziata la rottura del legamento crociato anteriore, che gli fece perdere tutta la sua prima stagione. Fece il suo debutto nella NFL nel primo turno della stagione 2024 contro i Cleveland Browns, mettendo a segno un sack. Nella gara del Giorno del Ringraziamento del tredicesimo turno vinta contro i New York Giants, Overshown mise a segno un intercetto su Drew Lock, segnando il suo primo touchdown. La sua partita terminò con 9 tackle, un fumble recuperato e un passaggio deviato. Divenne così il primo giocatore dei Cowboys con un intercetto ritornato in touchdown e un fumble recuperato nella stessa partita da Roy Williams nel 2002 e il primo giocatore di Dallas con almeno 5 sack e un intercetto ritornato in touchdown nella stessa stagione dall'Hall of Famer DeMarcus Ware nel 2006. Il 10 dicembre fu annunciato che Overshown si era rotto tre legamenti durante la partita della settimana 14 contro i Cincinnati Bengals.